# Fort Amsterdam (Ghana)

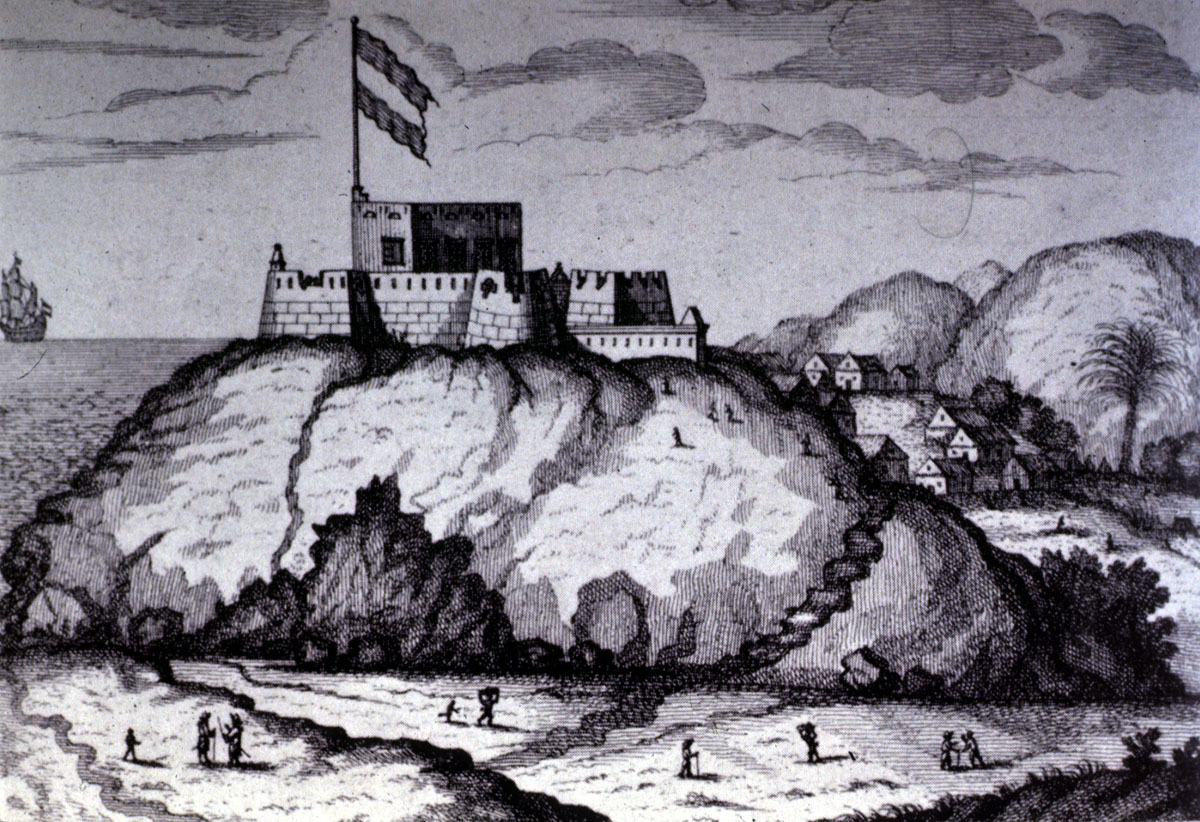
Historische Darstellung des Fort Amsterdam

Fort Amsterdam wurde zwischen 1638 und 1645 von den Engländern bei dem Küstenort Kormantin (oder „Cormantin“) in der Central Region von Ghana errichtet. Seit 1979 steht das Fort auf der Liste des UNESCO-Weltkulturerbes.

## Geschichte
1598 hatten die Niederländer an gleicher Stelle einen Handelsposten, den sie aber später wieder verließen. Angeblich hat dann 1631 ein abtrünniger Angestellter der Niederländischen Westindien-Kompanie namens Arent Groote im Auftrag der „English Company of Adventurers Trading to Guynney and Binney“ ein Abkommen mit dem Chief von Kormantse geschlossen, durch das ein nahegelegener Hügel in den Besitz der Gesellschaft gelangte, die im selben Jahr ein Wohnhaus dort errichten ließ. Nachdem dieses Haus durch ein Feuer zerstört worden war, errichteten die Engländer hier ein Fort und nannten es nach dem Ort Fort Cormantin. 1661 wurde dieses Fort Eigentum der Royal African Company, einer Gesellschaft, die zu dieser Zeit das englische Monopol für Sklavenhandel besaß und mithilfe der britischen Marine Stützpunkte an der Goldküste errichtete. Fort Cormantin wurde vorübergehend zum Hauptquartier der englischen Besitzungen an der Goldküste.
1665 eroberten die mit den Engländern konkurrierenden Niederländer unter Admiral Engel de Ruyter das bis dahin als Fort York bekannte Fort und benannten es in Fort Amsterdam um. 1681/82 erweiterten die Niederländer ihr Fort erheblich. 1782–85 war das Fort wieder in britischen Händen, 1785 erhielten die Niederländer es per Vertrag zurück. 1806 eroberten die Truppen des Aschantireiches den Ort Kormantin im Rahmen einer kriegerischen Auseinandersetzung mit den Fante und deren Verbündeten, den Briten. Sie forderten die Besatzung des Forts (also die eigentlich mit ihnen verbündeten Niederländer) zur Übergabe auf, was diese kampflos taten. Die Aschanti plünderten die Festung. 1811 griffen die einheimischen Anomabus das Fort an und zerstörten es teilweise. Die Niederländer besetzten es erneut, gaben es zeitweise auf und besetzten es wieder. 1868 gelangte Fort Amsterdam im Rahmen eines Vertrages mit den Briten über den gegenseitigen Austausch verschiedener Forts an der Goldküste in den Besitz der Engländer.

## Fotogalerie

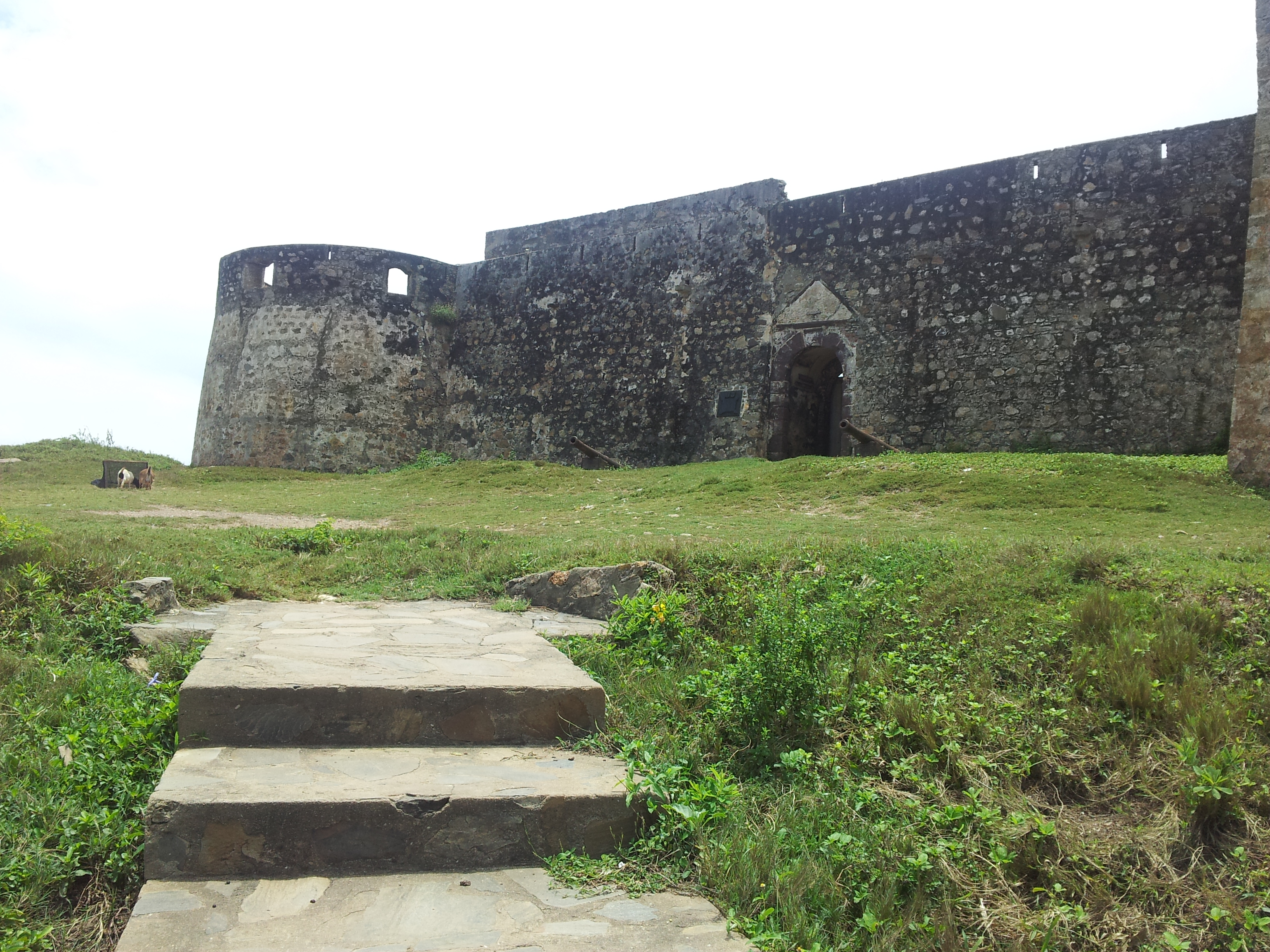
Fort Amsterdam Vorderansicht
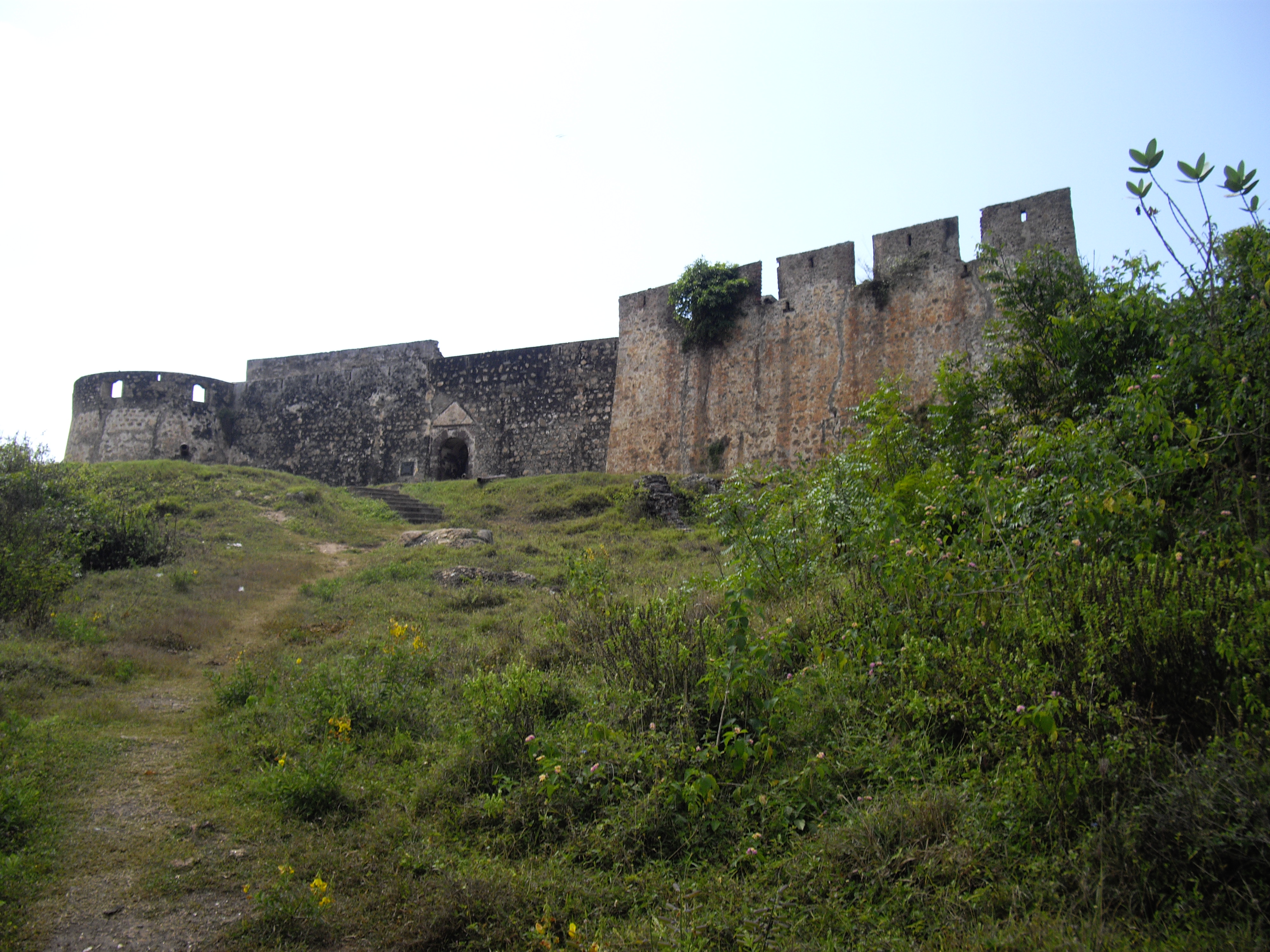
Haupttor
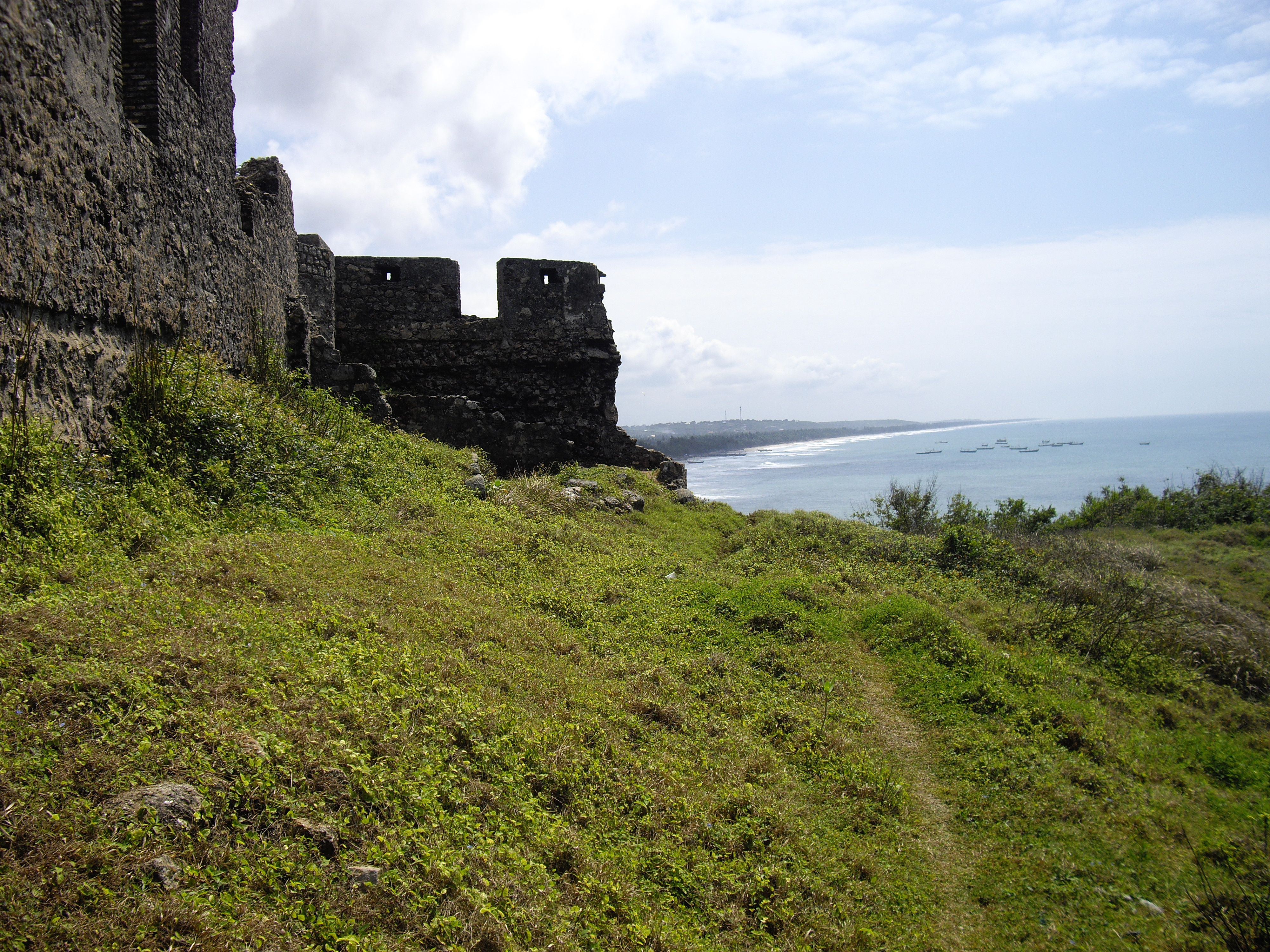
Fort Amsterdam
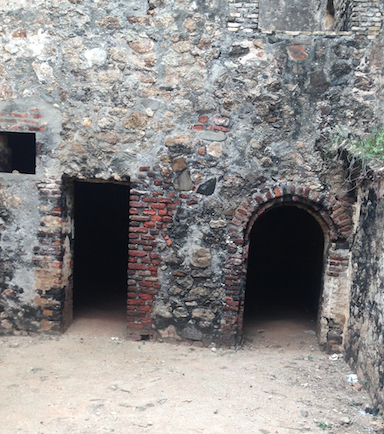
Eingang zum Sklavenkerker
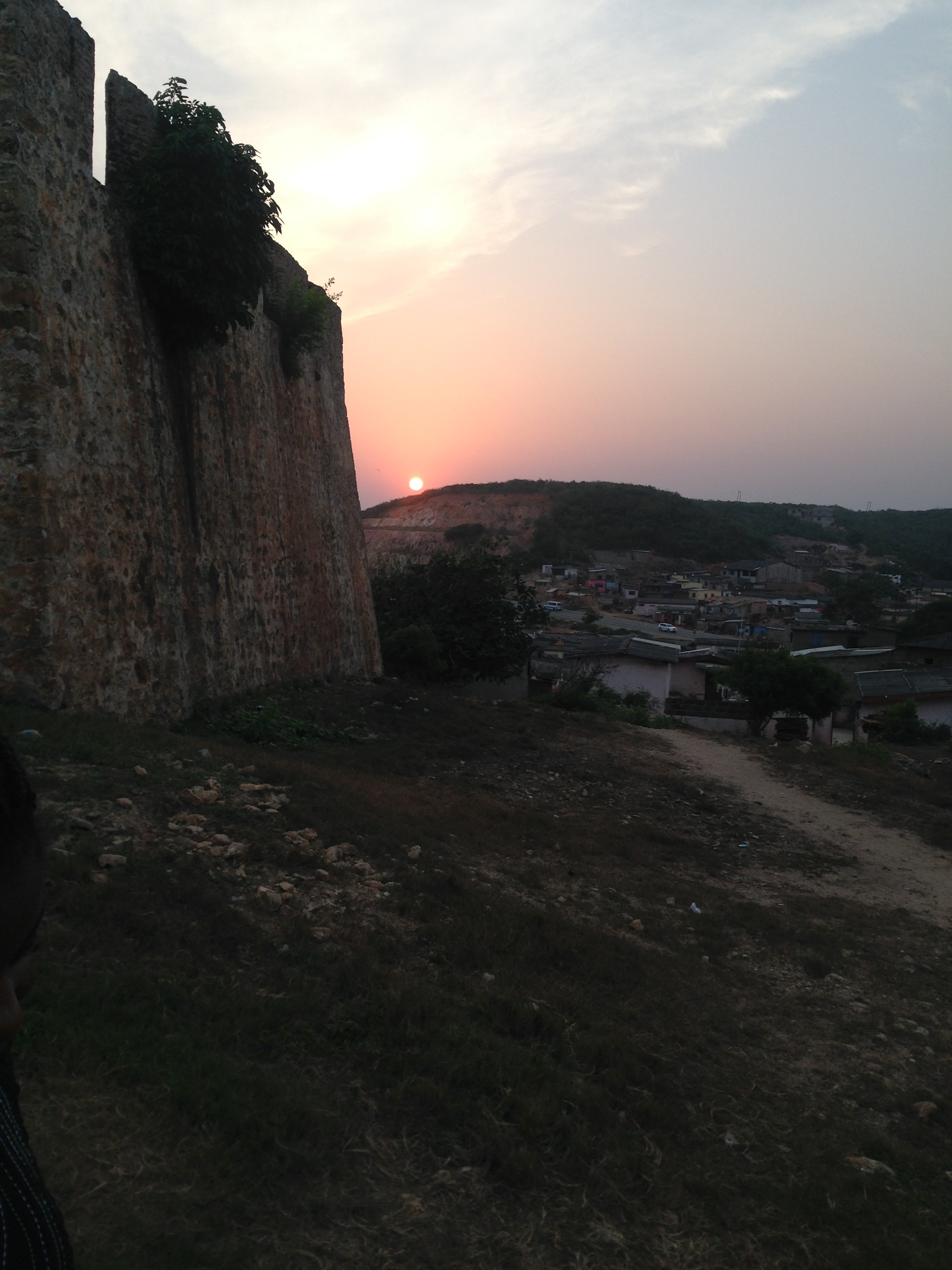
Sonnenuntergang beim Fort Amsterdam
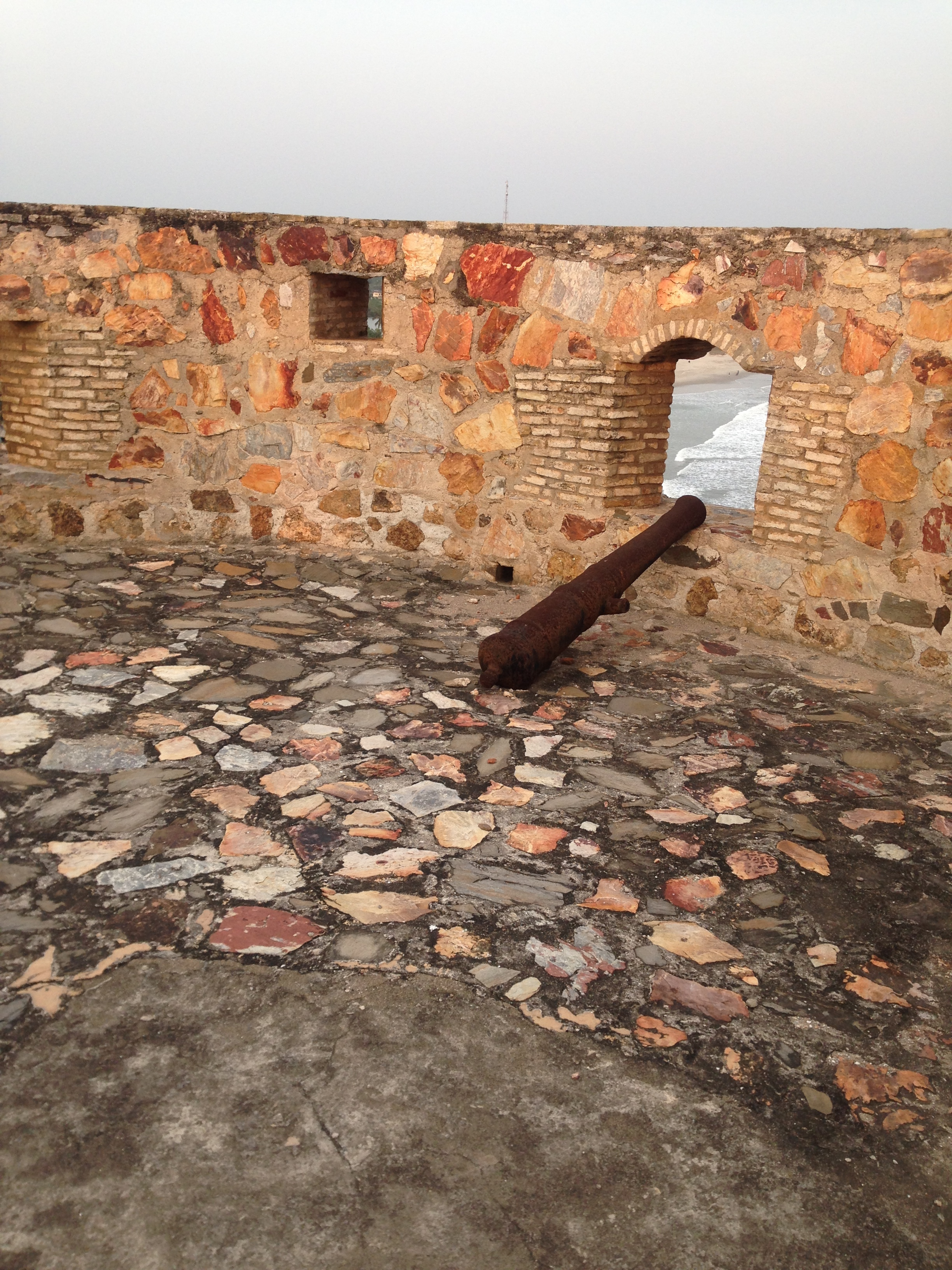
Kanone im Fort Amsterdam
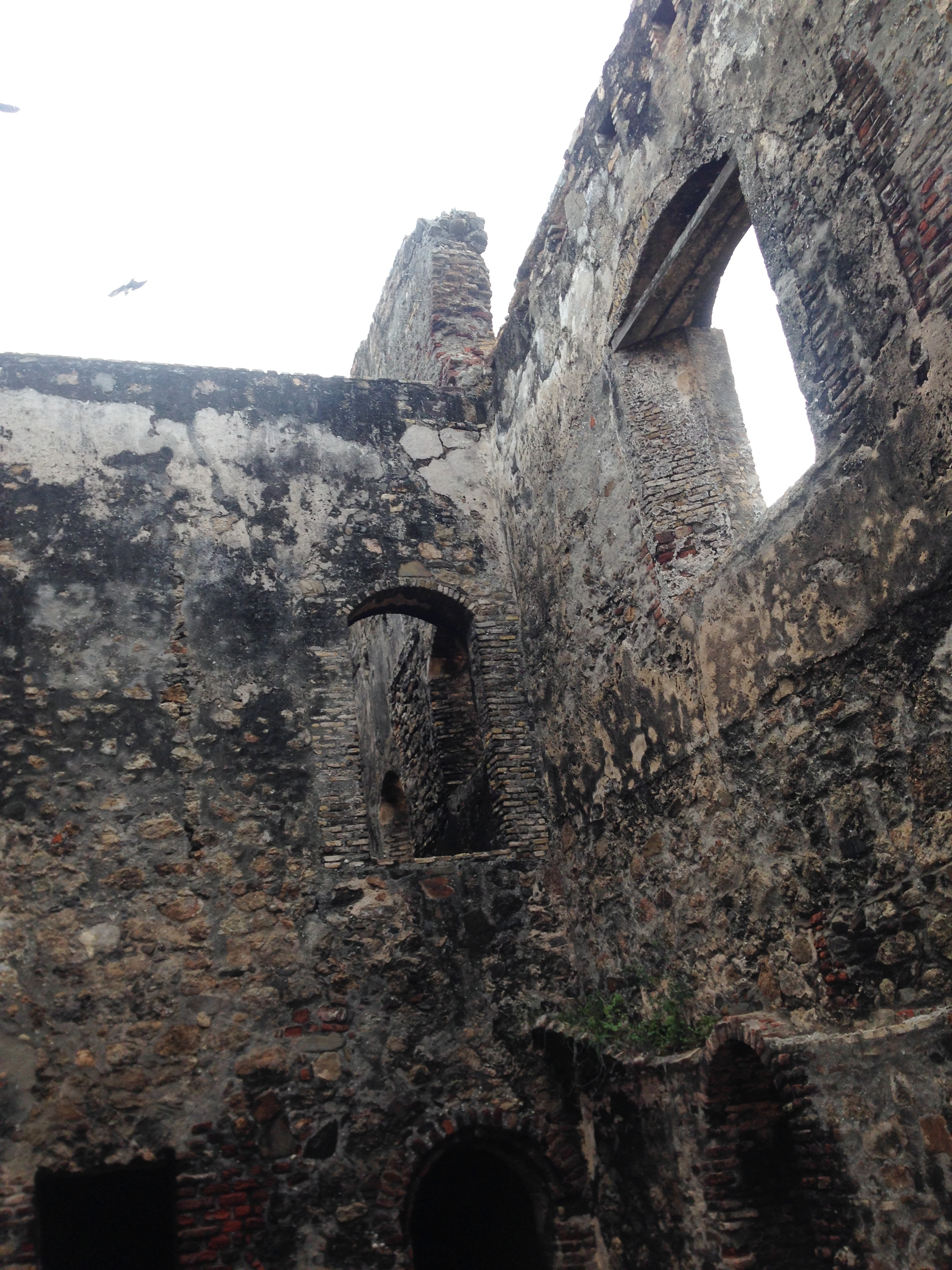
Offener Himmel im Fort Amsterdam